# Lod
Lod (hebräisch לֹד, Plene: לוד; arabisch اللد, DMG al-Ludd; griechisch Λύδδα Lydda) ist eine Stadt im Zentralbezirk Israels etwa 20 Kilometer östlich von Tel Aviv am Fluss Ajalon. Bis 1948 führte die Stadt neben dem arabischen und hebräisch-biblischen Namen auf Englisch, 1920–1948 dritte der Amtssprachen Palästinas, amtlich auch noch die gräzisierte Namensform Lydda. 2018 hatte Lod 75.726 Einwohner.
Lod ist durch seine Lage an der Straße von Jaffa nach Jerusalem seit der Antike ein wichtiger Verkehrsknotenpunkt. Der 1892 eröffnete Bahnhof Lod ist zentraler Knotenpunkt des Bahnnetzes der Bahngesellschaft Rakkevet Israel.

## Stadtwappen
Das hier abgebildete aktuelle Stadtwappen enthält einen Bibelspruch aus Jeremia 31,17: „Die Kinder werden zu ihrem Land zurückkehren.“

## Geschichte

### Antike
Nach biblischer Darstellung (1 Chr 8,12 ) wurde Lod bei der Landnahme der Israeliten vom Stamm Benjamin gegründet. Nach der Zerstörung durch die Assyrer wurde Lod im 5. Jahrhundert v. Chr. wieder besiedelt und erhielt in hellenistischer Zeit den Namen Lydda (altgriechisch Λύδδα).

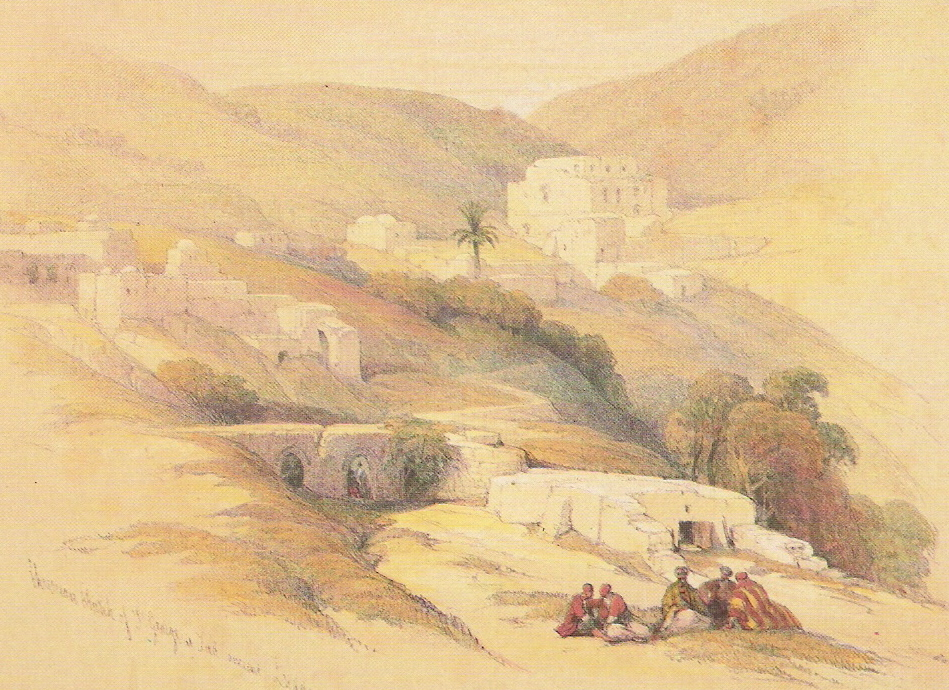
Basilika St. Georg (Ausschnitt einer Lithographie von David Roberts 1839)

Die Apostelgeschichte (9,32 ) berichtet, dass Petrus in Lydda einen Mann heilte. Der rechtskundige Zenas wird im Chronicon Paschale, bei Pseudo-Dorotheus, Pseudo-Epiphanius und Pseudo-Hippolyt als einer der namenlosen siebzig Jünger gezählt, die Jesus in die Dörfer Galiläas aussandte, wie in Lk 10,1–24  erwähnt. In diesen Quellen wird er aus unbekannten Gründen als Bischof von Diospolis bezeichnet, d. h. Lydda (Lod) in Palästina.
Im Jahr 67 nahmen die Römer während des Jüdischen Krieges die Stadt ein und benannten sie in Diospolis (Stadt des Zeus) um.
Vom 4. Jahrhundert an war Lydda überwiegend christlich. Der Heilige Georg, der auch im Islam eine besondere Stellung einnimmt, wurde eventuell hier geboren und soll in der nach ihm benannten Georgskirche bestattet sein. Diese Kirche, ein byzantinisches Gebäude, wurde nach einer kurzfristigen Eroberung durch Saladin 1191 teilweise zerstört und in eine Moschee umgewandelt.

### Mittelalter
Mit der Gründung des benachbarten Ramla (palästinensisch-arabisch Ramle) durch die Araber im Jahr 717 verlor Lydda an Bedeutung, weil Ramla zur Hauptstadt der Verwaltungsprovinz aufstieg. Mit dem Beginn der Kreuzfahrerzeit wurde in Lydda an der alten Stelle erneut eine Kirche errichtet; nach dem Untergang des Kreuzfahrerreiches erbauten die Muslime neben der Kirche die „al-Chudr-Moschee“. Heute befinden sich in dem Gebäudekomplex die Ende des 19. Jahrhunderts wieder aufgebaute Georgskirche und die genannte Moschee.

### 20. Jahrhundert
Seit dem Beginn des 20. Jahrhunderts ist die Geschichte Lods eng verbunden mit der in der Nachbarschaft von jüdischen Siedlern gegründeten Siedlung Ben Shemen und dem 1927 von Siegfried Lehmann geschaffenen Kinder- und Jugenddorf Ben Shemen.
Lod rückte 1948 durch die Vertreibung der arabischen Bevölkerung in den Mittelpunkt des öffentlichen Interesses.
In historischen Untersuchungen wurde die Bedeutung dieser Ereignisse für die Gründung des Staates Israels hervorgehoben. Nach Ari Shavit würde der Staat Israel ohne dieses Unrecht nicht existieren und hätte nie gegründet werden können: „Die Stadt ist unsere Blackbox: Lydda birgt das düstere Geheimnis des Zionismus. Die Wahrheit ist, dass der Zionismus Lydda nicht ertragen konnte; von Beginn an lag die Stadt im Widerspruch zu ihm. Wollte sich der Zionismus durchsetzen, durfte er nicht zulassen, dass es Lydda gab.“
Am 30. Mai 1972 kam es zum Massaker am Flughafen Lod (heute Flughafen Ben Gurion) durch japanische Terroristen.

### 21. Jahrhundert
Während des Israel-Gaza-Konflikts kam es am 10. Mai 2021 in Lod zu Angriffen von israelischen Arabern auf ihre jüdischen Mitbürger. Dabei setzten sie drei Synagogen in Brand, dazu zahlreiche Geschäfte und Dutzende Autos. Angegriffen wurden auch die Stadthalle und ein Museum. Mindestens zwei Menschen wurden schwer verletzt. Der Bürgermeister Jair Revivo (Likud) sprach von einer Kristallnacht. Später wurde ein 33-jähriger Araber erschossen.

## Bevölkerung
Während des Palästinakriegs wurde im Juli 1948 die bis dahin fast vollständig arabische Einwohnerschaft in den Gazastreifen oder ostwärts nach Ramallah bzw. Jordanien vertrieben.
Heute hat Lod wieder einen größeren arabischen Bevölkerungsanteil. Die Bevölkerung ist zu 80,3 % jüdisch, zu 18,6 % muslimisch und zu 1,1 % christlich.

## Bürgermeister
- Jair Revivo (Likud)

## Städtepartnerschaft
- Bad Staffelstein in Oberfranken (Deutschland) seit 1987
- Piatra Neamț in Rumänien[7]
- Kraljevo in Serbien[8]
- Samtredia in Georgien[9]
- Awassa in Äthiopien
- Berdytschiw in Ukraine
- Gori in Georgien[10]

## Verkehr

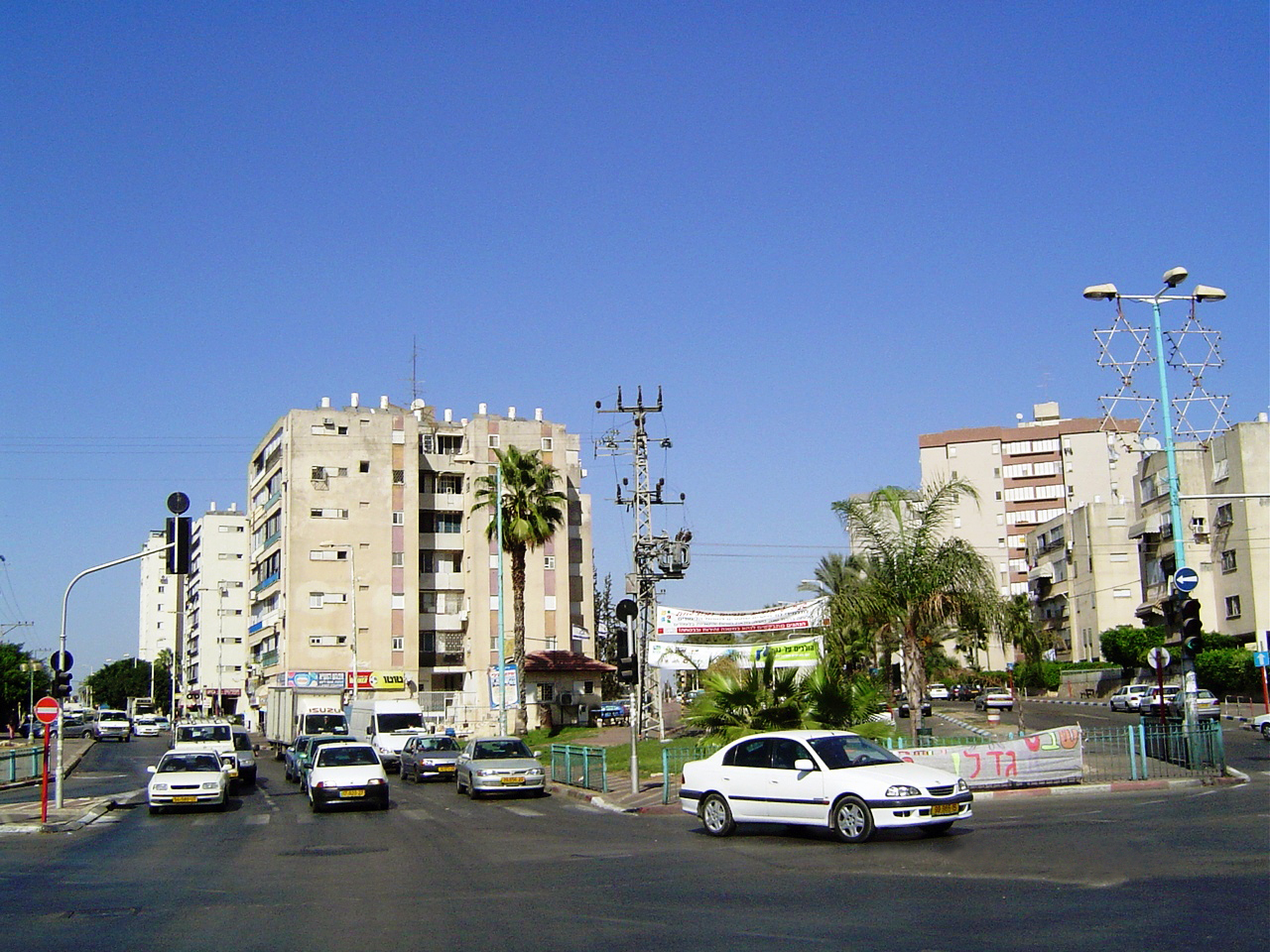
Die Innenstadt von Lod

Der örtliche Bahnhof eröffnete 1891 mit Betriebsbeginn auf der Schmalspurbahn Jaffa–Jerusalem (J&J) (1000 mm) und ist in seiner Gesamtanlage aus Personen- und Güterbahnhof der größte des Landes und zugleich dessen wichtigster Eisenbahnknoten. Im Jahre 1915 kam die Verbindung Masʿūdiyya–Sinai der Osmanischen Militärbahn in 1050 mm hinzu, womit der Inselbetrieb der J&J-Linie endete, die entsprechend umgespurt wurde.
Mit der britischen Eroberung 1917 erreichten die Britischen Militärbahnen mit der normalspurigen Sinai-Bahn Lod und spurten die eingenommenen Strecken auf 1435 mm um. Die Briten bezogen bis November 1920 den zwischen Lod und Tulkarm umgespurten Abschnitt der Strecke Masʿūdiyya–Sinai in die nördliche Verlängerung nach Haifa ein.
1956 wurde die Hauptlinie der israelischen Eisenbahn Rakkevet Israel (RI) südlich der Stadt nach Beʾer Scheva ausgebaut, womit Lod definitiv seinen Platz im Zentrum des israelischen Bahnnetzes erlangt hatte. Schon in der britischen Mandatszeit wurde nördlich von Lod ein Flughafen (Lydda Airport) angelegt, der nach der Gründung des Staates Israel 1948 zum wichtigsten zivilen Flughafen des Landes wurde. 1975 wurde er nach David Ben-Gurion, dem ersten Ministerpräsidenten Israels, Ben-Gurion-Flughafen benannt.

## Sehenswürdigkeiten
1996 wurde das große römische Mosaik von Lod aus der Zeit um 300 n. Chr. gefunden, das mit 180 m² angeblich das größte Mosaik in Israel ist. An der Fundstelle des Mosaiks wird zurzeit ein Museum errichtet. 2013 wurde das Mosaik in der Ausstellung Jäger und Gejagte. Die Exotische Tierwelt des römischen Mosaiks aus Lod im Neuen Museum in Berlin gezeigt.

## Söhne und Töchter der Stadt
- Georg von Kappadokien (unbekannt–361), arianischer Bischof des 4. Jahrhunderts
- George Habasch (1926–2008), radikaler Palästinenserführer
- Nasrin Kadri (* 1986), arabisch-israelische Sängerin, Musikerin, Liedtexterin und Schauspielerin
- Die drei Mitglieder der palästinensischen Hip-Hop-Band Dam sind in Lod geboren